# Глебов, Илья
Илья́ Гле́бов (род. 22 июля 1987 года в Таллине) — эстонский фигурист выступавший в парном катании. С Марией Сергеевой он — трёхкратный чемпион Эстонии (2007, 2008 и 2009 годы).

## Семья
Младшая сестра Ильи — Елена, так же занимается фигурным катанием и выступает на международном уровне, но в одиночном разряде. Она многократная чемпионка страны.

## Карьера
Илья Глебов в детстве часто болел и врачи посоветовали заняться каким-либо видом спорта на свежем воздухе. И когда мальчику было шесть с половиной лет родители записали его в секцию фигурного катания. Тренером была Ирина Кононова. Позже он перешёл в школу Анны Леванди (так же как и сестра). До 15 лет Илья занимался как одиночник.
В 2004 году его поставили в пару с Марией Сергеевой, тренером пары стала многократная чемпионка Эстонии и участница чемпионатов Европы и мира в паре с Валдисом Милтансом — Екатерина Некрасова.
На международный уровень пара вышла в сезоне 2006—2007, когда они впервые выступили в юниорской серии Гран-при. В том же сезоне они первый раз выиграли национальное первенство и стали 7-ми на чемпионате мира среди юниоров.
В следующем сезоне, помимо юниорского Гран-при, они приняли участие и во «взрослой» серии: были шестыми на Кубке Китая и седьмыми в России. На чемпионате мира среди юниоров стали шестыми.
В сезоне 2008—2009 пара приняла участие только в одном этапе «взрослой» серии Гран-при в NHK Trophy, где стали пятыми. На дебютном для себя чемпионате Европы заняли 14-е место. На своём последнем чемпионате мира среди юниоров выступили неудачно — заняли лишь 12-е место. В этом же сезоне дебютировали на чемпионатах Европы и мира.
Перед началом сезона 2009—2010 Сергеева и Глебов сменили тренера. Они переехали в Польшу, в город Торунь, для работы с Мариушем Сюдеком. На турнире «Nebelhorn Trophy 2009», заняв 9-е место, смогли завоевать для Эстонии одну путёвку в парном катании на зимние Олимпийские игры в Ванкувере, где заняли 19-е место.
После олимпийского сезона пара с Сергеевой распалась, в связи с тем что Мария выросла и маленькая разница в росте стала мешать спортсменам выполнять поддержки. Илья пробовал скататься у Инго Штойера с россиянкой Дарьей Поповой, но новой пары не сложилось. Тогда Штойер поставил Илью в пару со швейцарской фигуристкой Анаис Моран. Правилами Международного союза конькобежцев на случай перехода спортсменов под флаги других государств предусмотрен годичный «карантин». Поэтому, в сезоне 2010—2011 Моранд и Глебов не могли участвовать в соревнованиях ни за Швейцарию, ни за Эстонию. Воспользовавшись вынужденным перерывом, в июле 2010 года Илья Глебов пошёл служить в армию. Однако, позже Анаис Моранд решила не ждать окончания карантина и встала в пару с бывшим одиночником Тимоти Леманом. Глебов, вернувшись из армии, карьеру не продолжил и намерен в дальнейшем выступать в шоу.

## Спортивные достижения
(с М.Сергеевой)
| Соревнования                              | 2004—2005 | 2005—2006 | 2006—2007 | 2007—2008 | 2008—2009 | 2009—2010 |
| ----------------------------------------- | --------- | --------- | --------- | --------- | --------- | --------- |
| Зимние Олимпийские игры                   |           |           |           |           |           | 19        |
| Чемпионаты мира                           |           |           |           |           | 17        | 18        |
| Чемпионаты Европы                         |           |           |           |           | 14        | 13        |
| Чемпионаты мира среди юниоров             |           |           | 7         | 6         | 12        |           |
| Чемпионаты Эстонии                        | 2         | 1J.       | 1         | 1         | 1         |           |
| Этапы Гран-при: NHK Trophy                |           |           |           |           | 5         |           |
| Этапы Гран-при: Cup of Russia             |           |           |           | 7         |           | 8         |
| Этапы Гран-при: Cup of China              |           |           |           | 6         |           |           |
| Nebelhorn Trophy                          |           |           |           |           |           | 9         |
| Ice Challenge                             |           |           |           |           |           | 6         |
| Этапы юниорского Гран-при, Беларусь       |           |           |           |           | 10        |           |
| Этапы юниорского Гран-при, Великобритания |           |           |           | 6         | 6         |           |
| Этапы юниорского Гран-при, Эстония        |           |           |           | 6         |           |           |
| Этапы юниорского Гран-при, Чехия          |           |           | 9         |           |           |           |
| Этапы юниорского Гран-при, Норвегия       |           |           | 7         |           |           |           |

J. = юниорский уровень